# جيل الخمسينات
| أدب إسباني |
| --- |
| |
| أدب ألفونسو العاشر أدب العصور الوسطى الترجمات في العصر الذهبي الإسباني أدب عصر النهضة رواية فروسية رواية شطارية رواية بيزنطية ميغيل دي ثيربانتس أدب الباروك أدب عصر التنوير أدب الرومانسية أدب الواقعية أدب الحداثة الأولترايسمو جيل 98 جيل 1914 جيل 27 جيل الخمسينات رواية اجتماعية إسبانية ما بعد الحرب |
| انظر أيضًا |
| نقد أدبي • الانطباعية • رومانسية المدرسة الإبداعية • النقد أدب بورتوريكو • البوم الأمريكي اللاتيني البرناسي • واقعية أدبية • طبعانية الرومانسية الجديدة • العبثية في الأدب • باروكية • واقعية سحرية حداثة • كلاسيكية • سريالية • رمزية                                                                    |

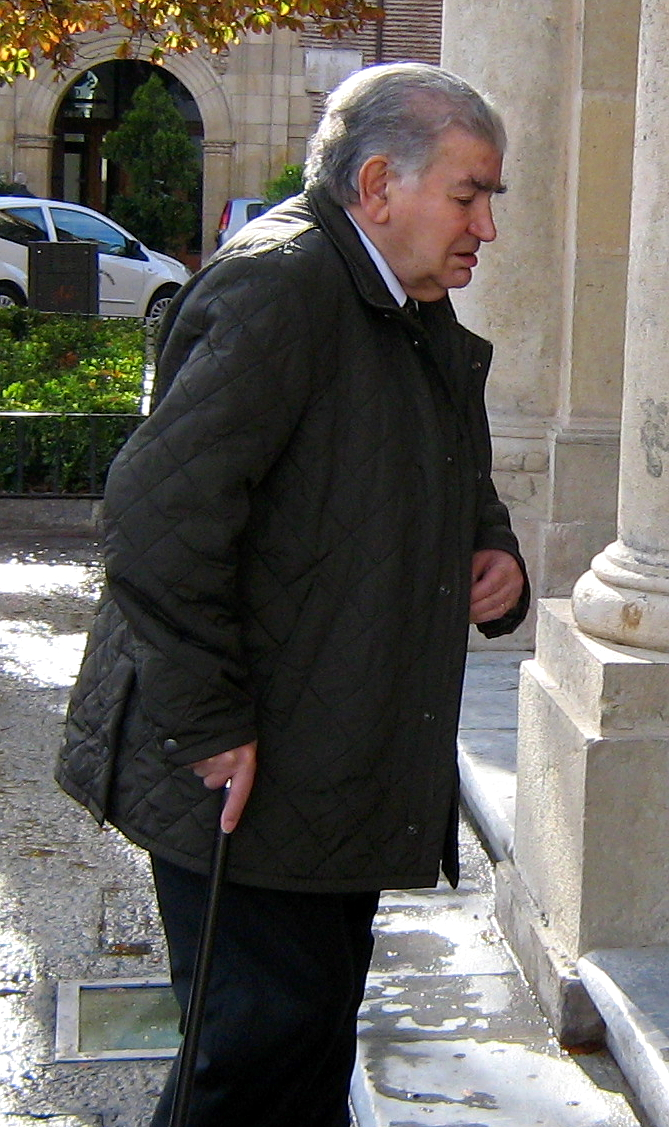
أنطونيو جامونيدا شاعر من جيل الخمسينات وحائز على جائزة ثيربانتس

جيل الخمسينات أو جيل نصف القرن أو أطفال الحرب (بالإسبانية: Generación del 50) هي المسميات التي قدمها تاريخ الأدب الإسباني في الفترة من العشرينات إلى الخمسينات، والتي تعبر عن الجيل الأدبي للكتاب الذين ولدوا في فترة العشرينات من القرن العشرين، والذين قاموا بنشر أعمالهم في فترة الخمسينات من القرن ذاته. وهو الجيل الذي بدوره حاول التغلب على الحرب الأهلية الإسبانية ومساوئها. وخصوصا لأن معظم إنتاجهم كان من الشعر حيث المطالبة الاجتماعية جنبا إلى جنب مع بعض من القطع الغنائية الجديدة مع إيلاء اهتمام خاص باللغة الشعرية. ولذلك فقد قاموا بمزج الأفكار الميتافيزيقية مع الفلسفية. وبناء على ذلك، فإنهم لم يتبعوا خطا أكاديميا ولكنهم ربطوا بين حالتهم الحميمة وحركة الجيل. واتخذوا خصائص عدة من جيل ال 98 وقد تفردوا خصيصا بخصائص أنطونيو ماتشادو، وذلك في المرحلة الأولى من هذا الجيل. فيما ارتأى الروائيون أنه دورهم في تلك المرحلة الثانية من هذا الجيل - بوصفهم كتابا ممثلين للشعب- يفرض عليهم أن ينددوا بحالة البؤس والظلم الاجتماعي.
وقد تزامنت هذه الفترة مع انفتاحة نوعية من نظام فرانسيسكو فرانكو وترجمة الكثير من الأعمال الأدبية لعدد من المؤلفين الأجانب لأول مرة مثل توماس ستيرنز إليوت وباول تسيلان (وقد ساهم أعضاء من جيل الخمسينات في هذا النشاط سواء بالمشاركة أوالتعديل، كما هو الحال بالنسبة لكارلوس بارال). وقد شكل الكثير من هؤلاء المؤلفين عدة دوائر صداقة في مدينتي مدريد وبرشلونة.
ومن أبرز أعضاء هذا الجيل يأتي أنطونيو جامونيدا، إجناسيو ألديكوه، خوسيه مانويل كابايرو بونلاد، ألباديو كابانيرو، كارمن مارتين جايتي، رافائيل سانشيث فيرلوسيو، ألفونسو كوستافريدا، خيسوس فرنانديث سانتوس، خايمي خل دي بيدما، خوان جارسيا أورتلينو، خوسيه أوجستين غويتصولو، أنخل جونثاليث، ألفونسو جروسو، خوسيه إييرو، فرانسيسكو باستور، آنا ماريا ماتوته، رافائيل جيين، خيسوس لوبيز باتشيكو، خوان مارسيه، كلوديو رودريغيث، خوان غويتصولو، كارلوس ساهاجون، خوسيه أنخل بالنتي، دانيال سويرو.

## معرض الصور

رافائيل سانشيث فيرلوسيو

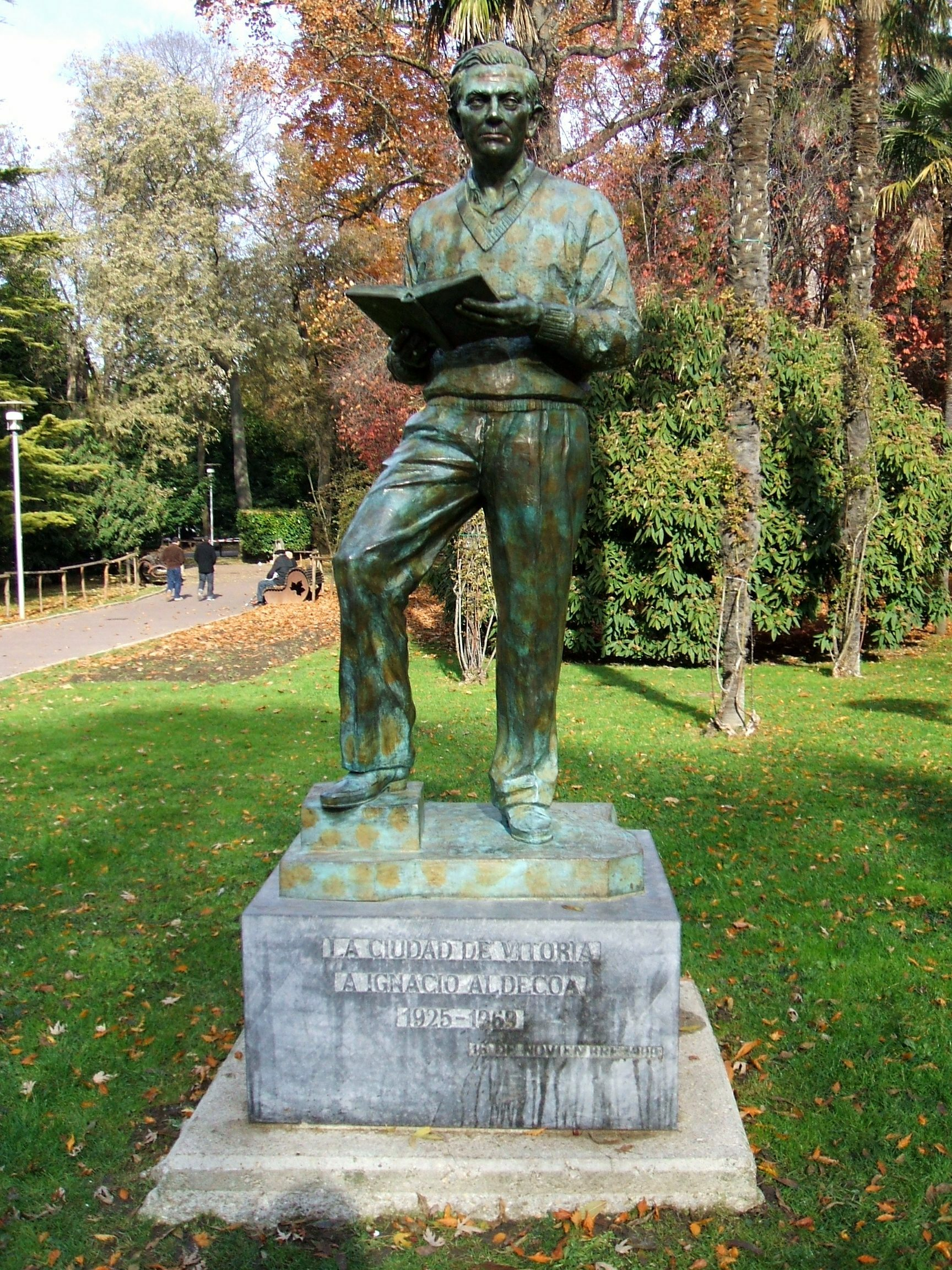
إجناسيو ألديكوه.
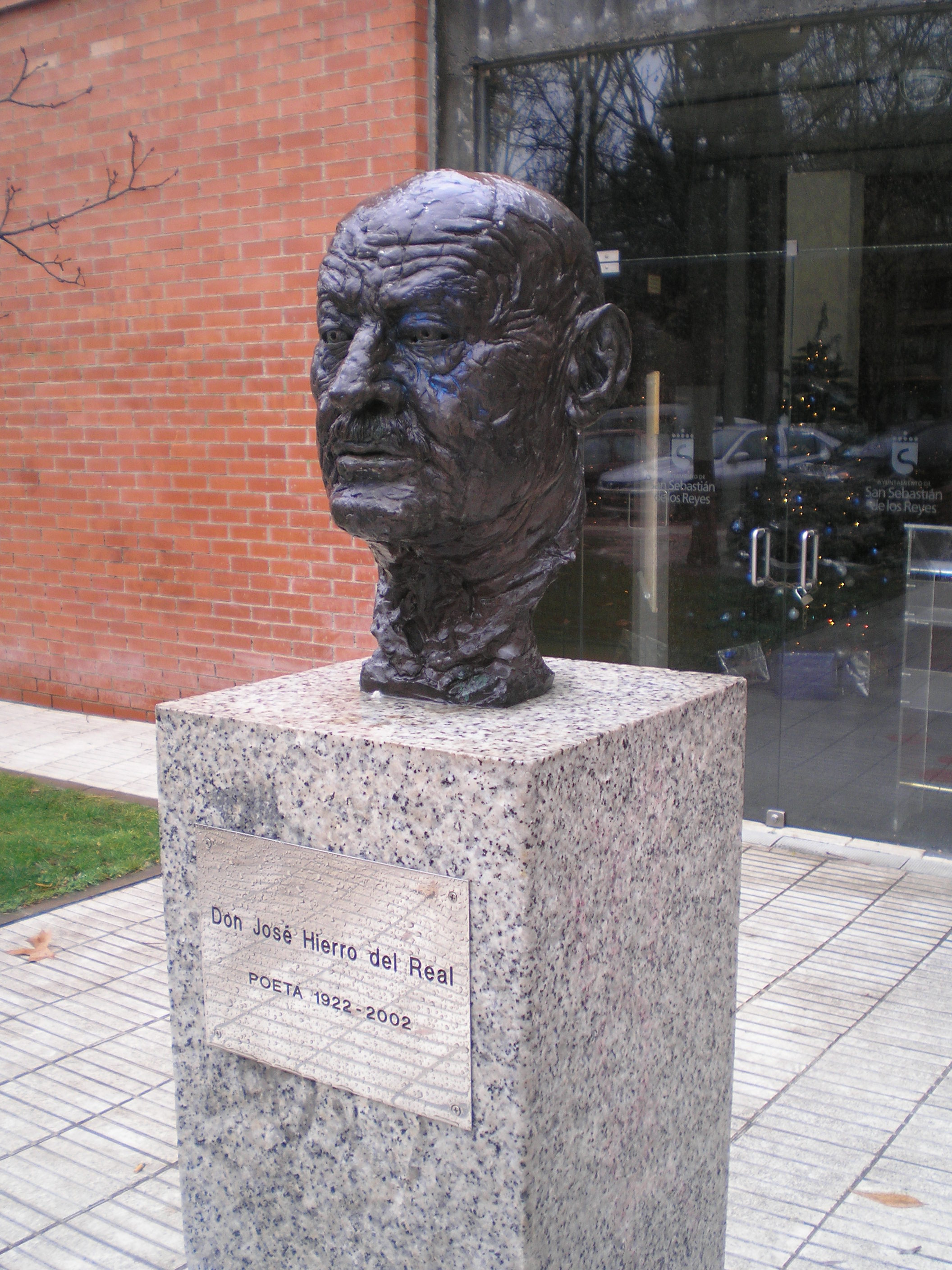
خوسيه إيررو.
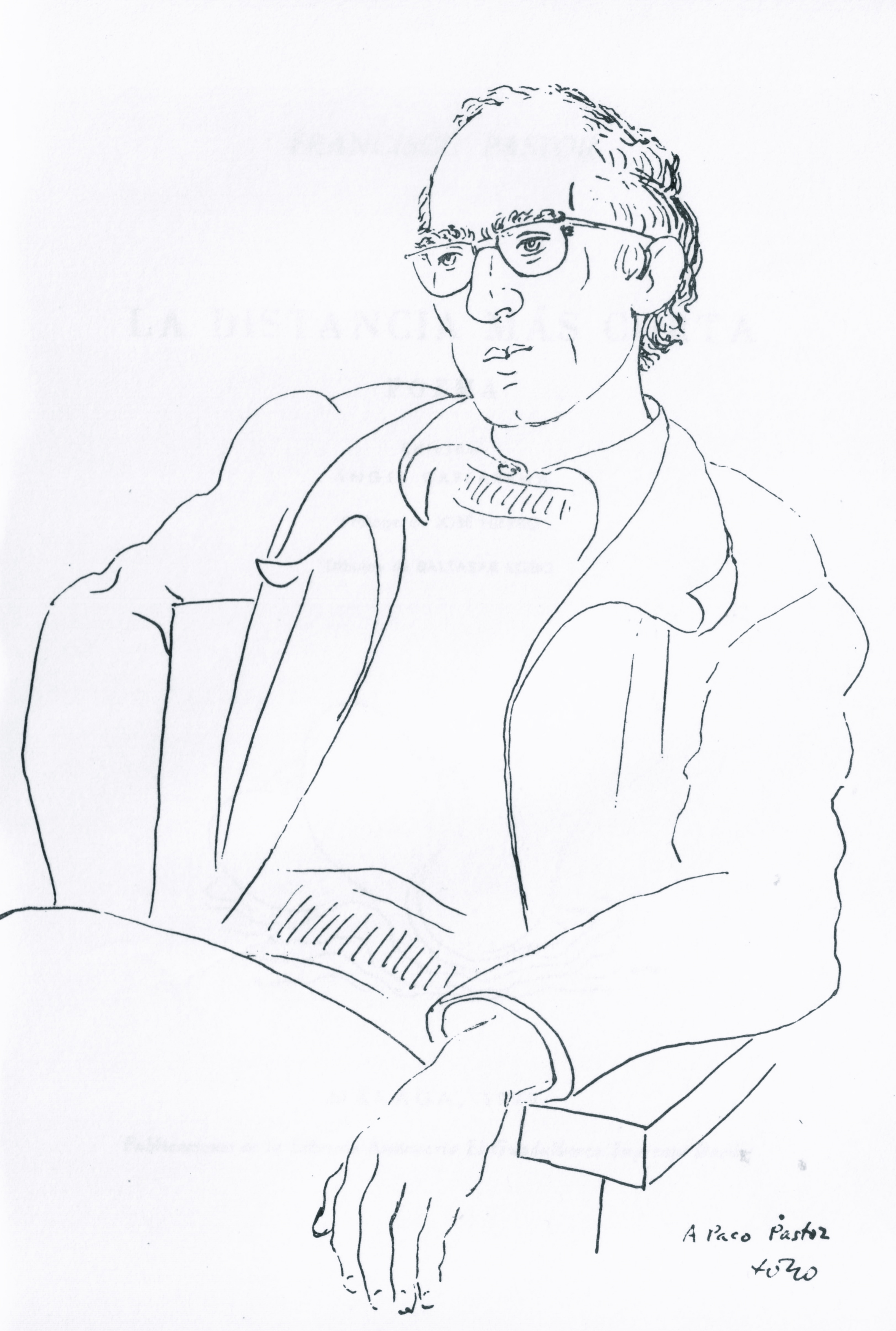
فرانسيسكو باستور.
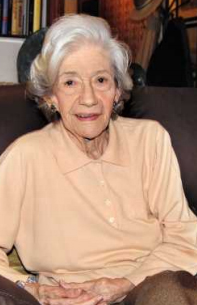
آنا ماريا ماتوته.
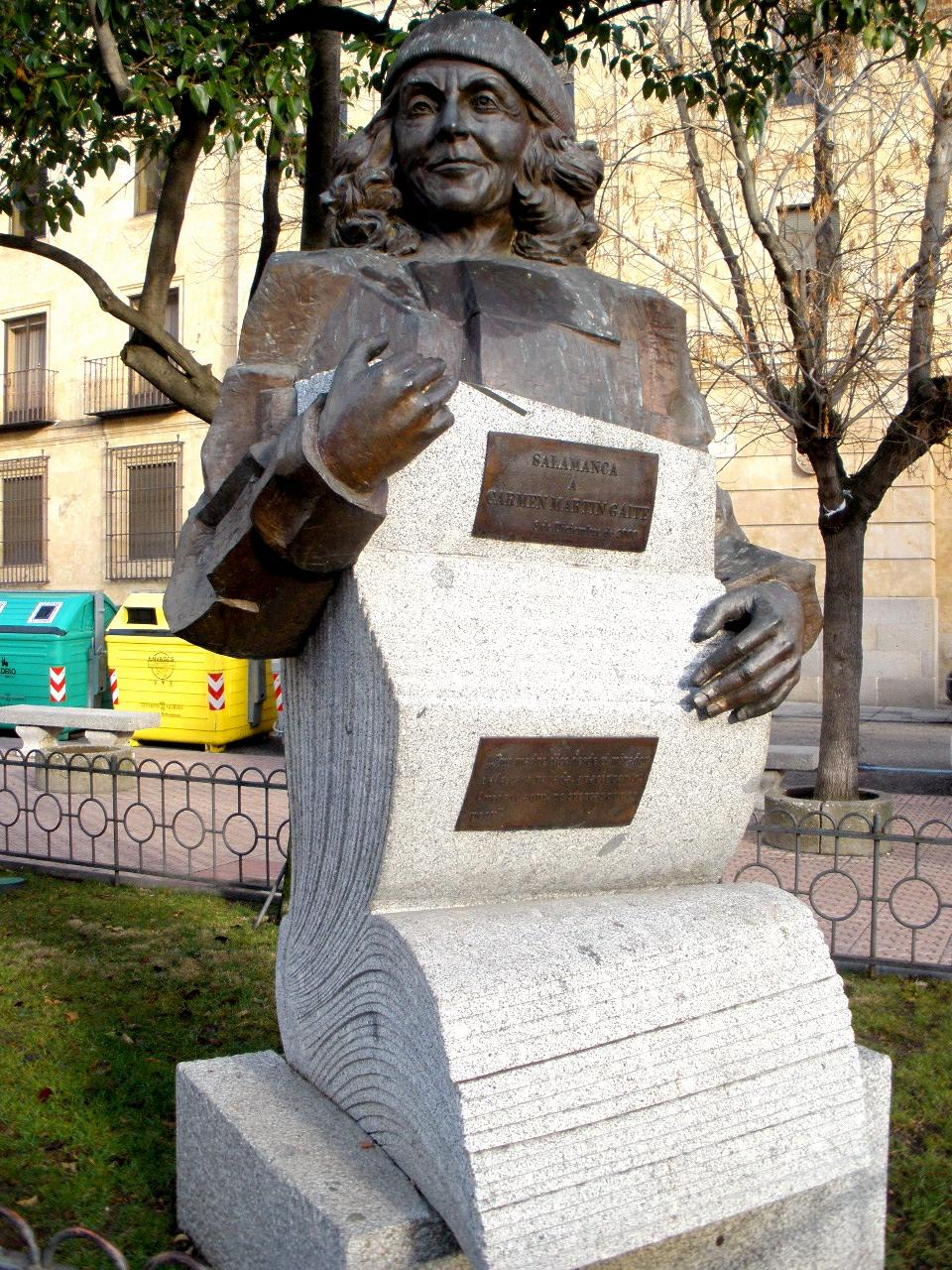
كارمن مارتين جايتي.
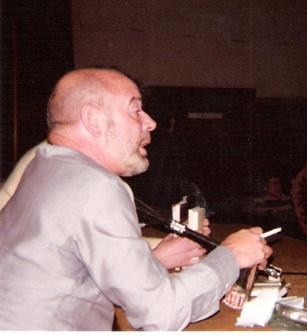
خايمي خل دي بيدما.
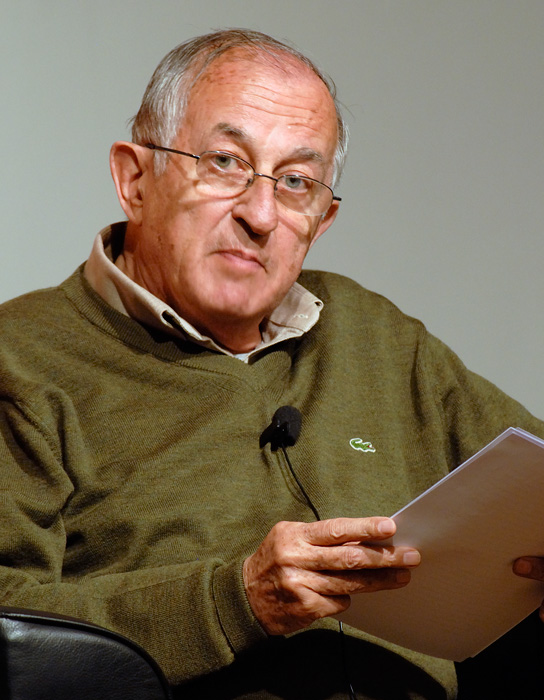
خوان غويتصولو.